# Oxyethira sichuanensis
Oxyethira sichuanensis is een schietmot uit de familie Hydroptilidae. De soort komt voor in het Oriëntaals gebied.